# Hadwig Pfeifer-Lantschner
Pour les articles homonymes, voir Pfeifer et Lantschner.
Hadwig Pfeifer-Lantschner, née le 22 septembre 1906 à Innsbruck et morte le 10 décembre 2002 dans la même ville, est une skieuse alpine austro-allemande. Elle est la sœur des skieurs alpins Gerhard (de), Gustav, Inge et Otto Lantschner ainsi que la cousine de Hellmut Lantschner.
Elle courut pour l'Autriche jusqu'en 1935, puis elle prit la nationalité allemande en 1936 et disputa les Jeux olympiques de 1936 à Garmisch-Partenkirchen pour l'Allemagne, où elle termine cinquième en combiné.

## Palmarès

### Jeux olympiques
| Épreuve / Édition              | Combiné |
| ------------------------------ | ------- |
| JO 1936 Garmisch-Partenkirchen | 5e      |

### Championnats du monde
| Épreuve / Édition               | Descente | Slalom  | Combiné |
| ------------------------------- | -------- | ------- | ------- |
| Mondiaux 1932 Cortina d'Ampezzo | Bronze   | 4e      | Bronze  |
| Mondiaux 1933 Innsbruck         | 6e       | Abandon | —       |
| Mondiaux 1935 Mürren            | Argent   | 8e      | 5e      |

### Arlberg-Kandahar
- Vainqueur du Kandahar 1932 à Sankt Anton
  - Vainqueur de la descente 1932 à Sankt Anton
  - Vainqueur du slalom 1932 à Sankt Anton